# Football Club Black Stars Basel
O Football Club Black Stars Basel é um clube de futebol com sede em Basel, Suíça. A equipe compete na Swiss 1. Liga.

## História
O clube foi fundado em 1907. 